# Condado de Okfuskee
O Condado de Okfuskee é um dos 77 condados do estado americano do Oklahoma. A sede do condado é Okemah, que é também a sua maior cidade.
O condado tem uma área de 1629 km² (dos quais 10 km² estão cobertos por água), uma população de 11 814 habitantes, e uma densidade populacional de 7 hab/km² (segundo o censo nacional de 2000). O condado foi fundado em 1907 e o seu nome provém de uma localidade creek.